# Катастрофа в Хатфилде
Катастрофа в Хатфилде — железнодорожная катастрофа, произошедшая 17 октября 2000 года в городе Хатфилд, графство Хартфордшир, Великобритания. Поезд из Лондона в Лидс сошёл с рельсов из-за повреждения пути, вызванного усталостью металла, в результате чего 4 человека погибли и более 70 получили ранения.
Катастрофа выявила серьёзные недостатки в управлении приватизированной национальной железнодорожной инфраструктурной компанией Railtrack . Согласно отчетам, взаимодействие между работниками не было налажено, некоторые работники не знали о предусмотренных процедурах технического обслуживания. В результате в компании Railtrack была введена внешняя администрация, а управление инфраструктурой британских железных дорог передано Network Rail. Повсеместно были введены ограничения скорости движения, ужесточён контроль за соблюдением требований охраны труда и техники безопасности. В 2005 году Railtrack и подрядчик, компания Balfour Beatty, были признаны виновными в нарушении требований безопасности и охраны труда.

## Катастрофа
Поезд InterCity 225 компании Great North Eastern Railway (GNER), направлявшийся в Лидс, покинул лондонский вокзал Кингс-Кросс в 12:10 и двигался по магистрали Восточного побережья со скоростью примерно 185 км/ч. В 12:23 на подходе к станции Хатфилд состав сошёл с рельсов. В кабине поезда находились опытный машинист-инструктор и машинист-стажёр. При отправлении из Кинг-Кросс было решено, что непосредственное управление поездом до Лидса возьмёт на себя стажёр. Основной причиной катастрофы было признано разрушение левого рельса при прохождении поезда.
После схода с рельсов поезд прошёл ещё 910 м. Ведущий локомотив и два первых вагона остались стоять на путях. Все последующие вагоны, включая хвостовой багажный вагон с кабиной управления сошли с рельсов, состав разделился на три части. Вагон-ресторан, восьмой от головы состава, перевернулся на бок и ударился об опору контактной сети, что привело к серьёзным повреждениям. Все события произошли за 17 секунд.
В результате катастрофы из находившихся в поезде 182 человек 4 пассажира погибли и, по предварительным сообщениям, ещё 33 были ранены, трое серьёзно. Позже было уточнено, что ранено более 70 человек, из них 4 серьёзно. Все погибшие находились в вагоне-ресторане, один из них был гражданином Новой Зеландии.
Серьёзные ранения получили 2 работника GNER, находившиеся в вагоне-ресторане. Актриса сериала «Эммердейл» Анна Брекон была в поезде и получила незначительные порезы и синяки. Ещё одним пассажиром был тележурналист Джастин Раулатт, который рассказал, что «видел, как вагоны скользят по гравию вдоль путей».
При расследовании катастрофы было установлено, что вагоны серии Mark 4, разработанные British Rail, имели высокую структурную прочность и, за исключением вагона-ресторана, остались после катастрофы неповрежденными. По совпадению, тот же локомотив через четыре месяца оказался участником катастрофы в Селби, по состоянию на 2020 год остающейся крупнейшим железнодорожным происшествием XXI века в Великобритании по числу жертв.

## Расследование
Предварительное расследование показало, что движение поездов вызвало разрушение рельса, вероятной, из-за «контактной усталости при качении», определяемой по множественным трещинам на поверхности. Такие трещины возникают из-за высоких нагрузок в месте контакта колеса с рельсом. Циклическое воздействие вызывает рост усталостных трещин, и при достижении ими критического размера рельс выходит из строя. Часть разрушенного пути в Хатфилде была восстановлена и на рельсах были обнаружены многочисленные усталостные трещины. Они способствовали отслаиванию контактной поверхности на глубину до 5 и длину до 100 мм.
О проблеме было известно до инцидента. Письмо компании Railtrack в декабре 1999 года предупреждало, что существующие технические требования к рельсам недостаточны для защиты от такого типа усталости. Были подготовлены рельсы на замену, но их так и не доставили в нужное место для установки.
После приватизации British Rail, Railtrack передала инженерное обслуживание подрядчикам. Несмотря на наличие комплексных процедур технического обслуживания, способных предотвратить катастрофу при должном выполнении, расследование показало, что персонал подрядчика не обладал достаточным опытом и знаниями. На допросе менеджер по качеству показал: «У меня нет знаний в области железнодорожного машиностроения или безопасности железных дорог», что полностью противоречило требованиям должностной инструкции. В мае 1999 года начальник службы пути докладывал, что недостаточная квалификация исполнителей приводит к выходу из строя всё большего числа рельсов. Railtrack не располагала данными, сколько ещё случаев усталостного разрушения рельсов может привести к аналогичной катастрофе. В результате на более чем 1800 участках были введены ограничения скорости и начата дорогостоящая общенациональная программа замены рельсов. Компания подверглась «мерам принуждения» со стороны регулятора железнодорожного транспорта Тома Уинсора.

## Последствия
В 2004 году вдове Стива Артура, погибшего в катастрофе, Высокий суд назначил 1 миллион фунтов стерлингов компенсации. Семьям трёх других погибших ущерб был возмещён во внесудебном порядке. По случаю десятой годовщины катастрофы в церкви Святой Этелдреды в Хатфилде состоялась поминальная служба. Ещё одна служба прошла возле места крушения. Обе церемонии возглавил ректор Хатфилда, который в 2000 году оказывал помощь пострадавшим и потерявшим близких сразу после катастрофы.
Ограничения скорости и работы по замене путей в течение года оказывали значительные помехи движению поездов на большей части национальной железнодорожной сети. Нарушения графика движения и рост расходов в конечном итоге вынудили Railtrack, по настоянию министра транспорта Стивена Байерса, ввести внешнюю администрацию. После назначения в 2002 году министром Алистера Дарлинга управление железнодорожной инфраструктурой было передано некоммерческой компании Network Rail.
Операторы поездов в следующий после катастрофы год потеряли около 19 % выручки. В итоге грузовой оператор EWS отменял до 400 поездов в неделю, в то время как убытки Freightliner оценивались в 1 миллион фунтов стерлингов в месяц. Последствия катастрофы для всей экономики Великобритании оценивались в 6 миллионов фунтов стерлингов в день.
В 2002 году Институт сварки (TWI) и Network Rail создали Институт сварки рельсов (IoRW), что было рекомендовано в отчёте о расследовании катастрофы. Новая организация призвана консультировать отдельных лиц и организации, занимающиеся сваркой рельсов, и способствовать внедрению передового опыта в этой сфере.
Катастрофа имела далеко идущие последствия для железнодорожной отрасли. В 2015 году, в пятнадцатую годовщину происшествия, Железнодорожный, морской и транспортный союз (RMT) заявил, что новая система обслуживания, введенная Network Rail, плохо понятна, и существует вероятность повторения аналогичной ситуации. Генеральный секретарь профсоюза заявил, что Network Rail должна отреагировать на опасения работников, пригрозив объявить забастовку.

## Судебный процесс
В 2003 году пять менеджеров и две компании: Network Rail (как правопреемник Railtrack) и подразделение Balfour Beatty, обслуживающее пути, — были обвинены в непредумышленном убийстве и нарушении требований охраны труда и техники безопасности. Менеджеры: Энтони Уокер (директор по техническому обслуживанию железных дорог Balfour Beatty), Николас Джеффрис (инженер Balfour Beatty), Алистер Кук и Шон Фугилл (управляющие активами Северо-восточной зоны Лондона компании Railtrack) и путевой инженер Кейт Ли обвинения отвергли. Обвинения в непредумышленном убийстве c Railtrack/Network Rail и некоторых её руководителей были сняты в сентябре 2004 года, остальные обвинения остались в силе.
Судебный процесс начался в январе 2005 года, судья Колин Маккей предупредил, что дело может затянуться на год. 14 июля судья дал указание присяжным оправдать всех обвиняемых по обвинению в непредумышленном убийстве. Несколько дней спустя компания Balfour Beatty признала себя виновной в нарушении требований охраны труда и техники безопасности, а 6 сентября по тем же обвинениям была признана виновной и Network Rail. Network Rail получила штраф в размере 3,5 миллиона фунтов стерлингов, а Balfour Beatty — 10 миллионов фунтов стерлингов. Все обвинения в непредумышленном убийстве, предъявленные руководству, сняты судьей.